# ناكاجاوا كينزو
ناكاجاوا كينزو هو سياسي ياباني، ولد في 16 يوليو 1875 في نييغاتا في اليابان، وتوفي في 26 يونيو 1944. انتخب member of the House of Peers ‏ وانتخب governor of Kumamoto Prefecture ‏ (24 يونيو 1924 – 16 سبتمبر 1925) وانتخب عضو المجلس المحلي ‏.